# عنصر ذو قوة عادمة
في الرياضيات، يسمى عنصر ما x من حلقة R عنصرا ذا قوة عادمة (بالإنجليزية: Nilpotent)‏ إذا وجد عدد طبيعي n، يسمى مؤشر هذا العنصر، وقد يسمى أيضا درجته، حيث xn = 0. ينبغي تمييز هذا الأس عن رتبة العنصر:
- لا يمكن الحديث عن عنصر ذي قوة عادمة إذا لم تمكن المجموعة التي ينتمي إليها هذا العنصر حلقة. الحلقة تُعرف بعمليتين اثنتين. عملية الأس تقام بالعملية الثانية (الجداء)، بينما النتيجة هي العنصر المحايد للعملية الأولى (الجمع).
- يمكن الحديث عن رتبة عنصر حتى إذا كانت المجموعة التي ينتمي إليها ذلك العنصر ليست بحلقة. يكفي أن تكون زمرة. العملية التي يقام بها الأس هي العملية المعرفة للزمرة والنتيجة هي العنصر المحايد للعملية المعرفة للزمرة ذاتها.

## التسمية
اجتهاد شخصي.

## أمثلة
يُطبق هذا التعريف على المصفوفات المربعة. المصفوفة:
{\displaystyle A={\begin{pmatrix}0&1&0\\0&0&1\\0&0&0\end{pmatrix}}}
هي مصفوفة ذات قوة عادمة لأن A3 = 0. انظر إلى مصفوفة ذات قوة عادمة من أجل المزيد من المعلومات.